# Arkéa Assistance
Arkéa Assistance est une entreprise française créée en 2012 à Brest (Finistère), en tant que filiale du groupe Crédit mutuel Arkéa. La société est spécialisée dans le domaine de la téléassistance.

## Historique
Le Crédit mutuel Arkéa est un groupe mutualiste et coopératif qui réunit les fédérations du Crédit mutuel de Bretagne, du Sud Ouest et du Massif Central ainsi qu’une vingtaine de filiales spécialisées, couvrant tous les métiers de la banque assurance. 
La filiale Arkéa Assistance du groupe voit le jour en mars 2012. Elle est agréée services à la personne, ce qui fait d’elle un acteur de la silver économie. Depuis 2013, elle est membre de l'ASIPAG (Syndicat National de la Silver Économie).
En 2013, la société double son portefeuille d’abonnés. Fin 2013, « Prévi-chute », un jeu de prévention des chutes (serious games), est conçu en collaboration avec le Centre de simulation Santé (Cesim) de Brest et la société brestoise d'ingénierie logicielle Virtualys.
Le 17 juin 2014, l’entreprise adhère à la charte nationale « qualité des services à la personne », délivrée par la direction générale de la compétitivité de l’industrie et des services (DGCIS). Le 17 novembre 2014, Arkéa Assistance lance une montre connectée de téléassistance, intégrant la première application totalement autonome en France. En mai 2015, la montre connectée active une fonction vidéo qui permet de filmer si besoin.

## Offre de services à la personne
Arkéa Assistance propose un système de téléassistance : un bouton est relié à une plateforme téléphonique, pour une mise en relation avec un proche ou les services de secours. Ce service est principalement destiné aux personnes isolées, âgées ou handicapées. Il fonctionne au domicile de l’utilisateur ainsi qu'à l’extérieur grâce à une application sur Smartphone ou Apple Watch. L'entreprise a développé sa propre Smartwatch, une montre connectée de téléassistance avec vidéo et géolocalisation pour l'accompagnement des aidants. Des services de domotique et de e-santé sont proposés en parallèle, via la mutualisation de savoir-faire.
Le service est commercialisé via le réseau du Crédit Mutuel Arkéa (Bretagne, Sud-Ouest, Massif-Central), des partenaires médico-sociaux et en vente directe, couvrant ainsi tout le territoire français. En 2014, l’âge moyen des abonnés à domicile est de 81 ans.

### Partenaires
En 2016, les deux entités mutualistes Arkéa et Groupama s'associent pour concevoir des services communs : plateau téléphonique, télésurveillance, innovations technologiques... En 2016, la multinationale française Archos conçoit une tablette pour la téléassistance à domicile connectée.
En 2012, afin de combler l'isolement de certaines personnes âgées, un partenariat est établi avec les bénévoles de l’association « Au bout du fil ».
Les pharmacies du réseau Giphar proposent la solution de téléassistance dans les Points Conseils FacilÔdom, ainsi que les pharmacies du groupement « Réseau santé », principalement présentes en Bretagne et Pays de la Loire. Des organismes de services à la personne ou hospitaliers intègrent les services connectés pour leurs clients et patients, comme Vivaservices, l'hôpital Foch.